# Antonio Saggese
Antonio Saggese (São Paulo, 1950) é um fotógrafo brasileiro.

## Biografia
Começa a dedicar-se à fotografia em 1969, um ano antes de ingressar na Faculdade de Arquitetura e Urbanismo da Universidade de São Paulo (FAU/USP). Formado em 1976, nunca exerce a profissão de arquiteto. Realiza fotografias de arquitetura, urbanismo e de obras de arte. Desde o fim dos anos 1970, leciona fotografia em várias instituições de São Paulo, como o Instituto de Arte e Decoração (Iade), o Sesc Pompéia e o Centro de Comunicações e Artes do Senac. Atua como fotógrafo profissional - no campo da moda e da publicidade - a partir dos anos 1980.
Em 1983, recebe bolsa do governo italiano e faz estágio de aperfeiçoamento em Milão. Recebe o prêmio de melhor trabalho em cor na 1ª Quadrienal de Fotografia do Museu de Arte Moderna de São Paulo,1985; o de melhor exposição de fotografia da Associação Paulista de Críticos de Arte, 1988; a bolsa Vitae de Fotografia, 1992; o Prêmio Estímulo da Secretaria da Cultura do Estado de São Paulo, 1994; e, por duas vezes, a bolsa Marc Ferrez da Fundação Nacional de Artes, 1986 e 1995. Em 2005, é publicado pela editora Cosac & Naify livro Antonio Saggesse, com texto de Maurício Lissovsky.